# Dragonslayer
Dragonslayer är det fjärde studioalbumet ifrån det kanadensiska bandet Sunset Rubdown. Datum för release är satt till den 24 juni 2009, men redan 20 maj kunde de som förhandsbeställt skivan direkt från skivbolaget Jagjaguwar ladda ned albumet.

## Låtlista
1. "Silver Moons" - 4:45
2. "Idiot Heart" - 6:09
3. "Apollo and the Buffalo and Anna Anna Anna Oh!" - 5:23
4. "Black Swan" - 6:54
5. "Paper Lace" - 3:48
6. "You Go On Ahead (Trumpet Trumpet II)" - 5:43
7. "Nightingale / December Song" - 5:34
8. " Dragon's Lair" - 10:28